# Umělé řasy

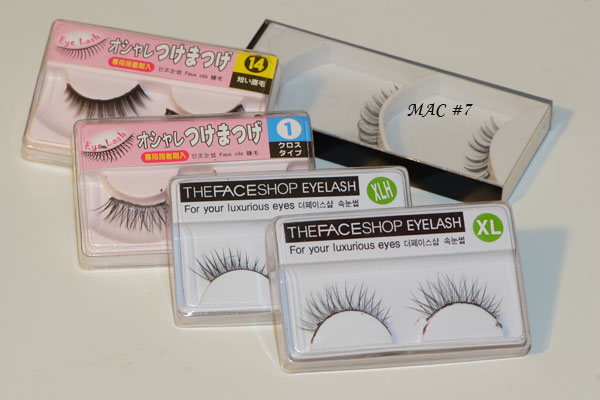
Umělé řasy v balení

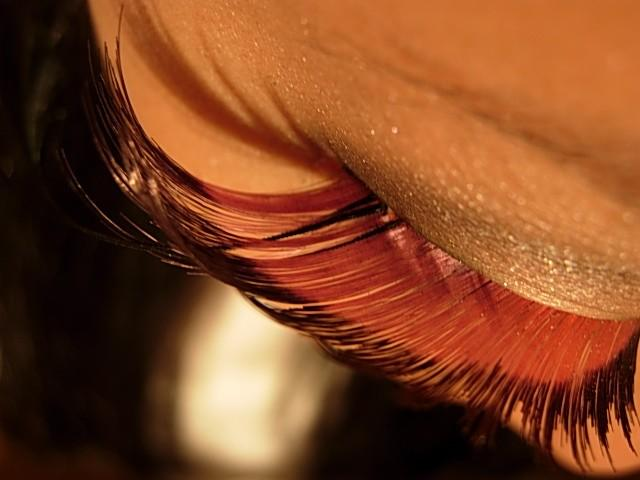
Aplikované umělé řasy nabarvené na fialovo

Umělé řasy jsou kosmetický doplněk používající se pro zvýraznění přírodních očních řas a to z důvodu zvětšení jejich tloušťky, délky a plnosti.
Umělé řasy se vyrábějí v drobných páscích slepením jednotlivých polyesterových řas, které se před nanesením na víčko zastřihnou do požadované délky tak, aby pokryly zamýšlený úsek víčka. Následně se na jejich povrch nanáší speciální lepidlo na řasy, které se nechá chvilku zaschnout a pak se nanáší. Při přilepování řas se doporučuje hledět okem směrem dolů a začít s jejich přichycením na vnitřním okraji oka. Dále přilepovat podél přirozené linie očních řas, až se nalepí celé. Po nalepení se doporučuje použít řasenku pro jejich zvýraznění.
Umělé řasy jsou nežádoucí nosit ty, kteří často trpí projevem alergické reakce na jakoukoli kosmetiku. Lepidlo, pomocí něhož jsou vlákna přilepena, může způsobit alergie.